# Донбас (видавництво)
«Донба́с» — багатопрофільне видавництво. Засноване 1922 року в місті Бахмут під назвою «Донбасс» як кооперативне видавництво.

## Історія
У 1923 було перейменоване в «Рабочий Донбасса». У 1925 було філіалом харківського видавництва «Український робітник». У 1932 перейменовано на «Соціалістичний Донбас» і перенесено в Сталіно (зараз — Донецьк). У 1946 — знов перейменоване на «Сталінське обласне книжково-газетне видавництво». У 1959 — на «Донецьке книжкове видавництво». 1964 року видавництву повернули назву «Донбас». 1972 року нагороджене орденом «Знак пошани». 1993 року перейменоване на «Всеукраїнське державне багатопрофільне вид-во „Донбас“». У 2002 — на «Державне підприємство. Всеукраїнське державне багатопрофільне видавництво „Донбас“». У 2006 — на «Державне підприємство ордена „Знак Пошани“ всеукраїнське державне багатопрофільне видавництво „Донбас“». Після початку війни перенесене в Краматорськ.

## Книги
У видавництві друкувалися такі автори, як Володимир Сосюра, Борис Горбатов, Павло Безпощадний, Микола Рибалко, Іван Костиря. Загалом на 2012 рік видано більш ніж 7500 найменувань книг загальним тиражем понад 5 мільйонів. Також видавництво видавало однойменний журнал. Видавництво брало участь у випуску книг таких серій, як «Мир приключений», «Зарубежный детектив», «Школьная библиотека». Видавництво на грантовій основі також випустило два томи «Малої гірничої енциклопедії» (2004, 2007 роки).